# Калинино (Балакиревский сельсовет)
Калинино — упразднённая деревня в Александровском районе Владимирской области России.

## География
Урочище находится в северо-западной части области, в зоне хвойно-широколиственных лесов, на правом берегу реки Серой, на расстоянии примерно 9 километров (по прямой) к северо-северо-востоку от города Александрова, административного центра района.

### Климат
Климат характеризуется как умеренно континентальный, с умеренно тёплым летом, холодной зимой, короткой весной и облачной, часто дождливой осенью. Среднегодовая температура воздуха — +3,4 °C. Годовое количество атмосферных осадков — 549 миллиметров, из которых большая часть выпадает в тёплый период.

## История
В «Списке населенных мест Владимирской губернии по сведениям 1859 года» населённый пункт упомянут как владельческая деревня Калинина Александровского уезда, расположенная при безымянном потоке, по правую сторону от почтового тракта из Александрова в Переславль, в 11,5 верстах от уездного города. В деревне насчитывалось 12 дворов и проживало 84 человека (41 мужчина и 43 женщины).
По состоянию на 1905 год, в Калинине имелось 17 дворов и проживало 97 человек. В административном отношении деревня входила в состав Александровской волости.
В советское время входила в состав Балакиревского сельсовета Александровского района (в период с 1941 до 1965 годы — в составе Струнинского района). Упразднена решением облисполкома № 773 от 26 июня 1974 года как фактически не существующая.